# Hamshahrí

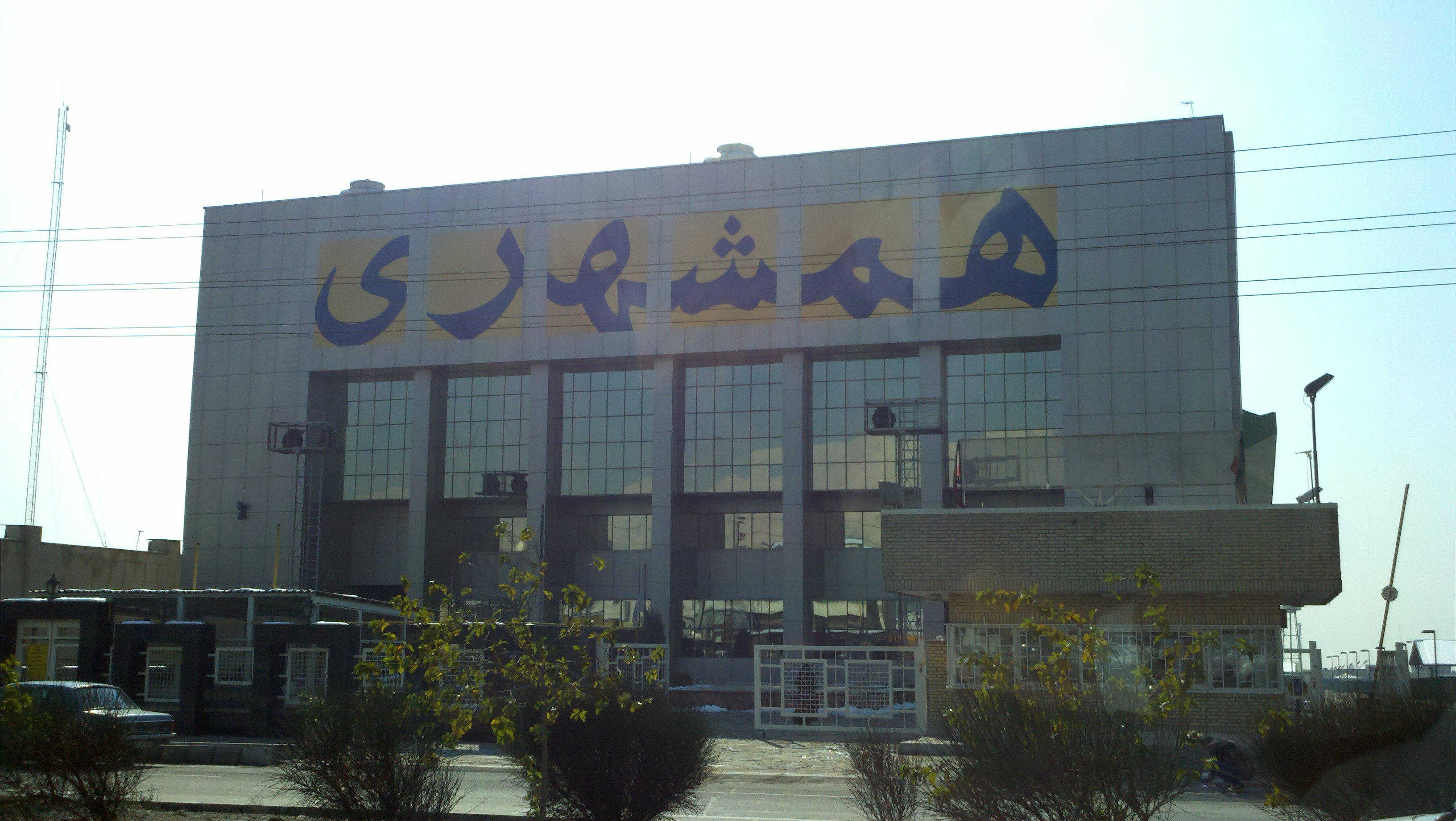
Sede del diario Hamshahri

Hamshahrí (en persa: همشهری‎) es un diario iraní editado en lengua persa cuya redacción, publicación y distribución corren a cargo del ayuntamiento de Teherán. Se trata pues de un periódico en manos de las autoridades políticas de la República Islámica de Irán, ejerciendo de altavoz para las tesis, políticas y decisiones sostenidas por el gobierno del mencionado país. Esta situación define y justifica su línea editorial, de marcado carácter nacionalista y conservador, lo que le ha llevado a cosechar la fama de mero panfleto propagandístico entre los medios occidentales.
Su fundador es Gholamhossein Karbaschi, político reformista iraní ideológicamente alineado con el antiguo presidente Muhammad Jatami.

## Etimología
El vocablo iraní hamshahrí es un sustantivo compuesto de dos raíces sencillas, ham (هم) y šahr (شهر), con los respectivos significados de "mismo, igual, compartido" y "ciudad", más el sufijo adjetivador -í. Por tanto, una traducción bastante fidedigna al significado original del término sería conciudadano.